# بوب والاس (لاعب كرة قدم أمريكية)
بوب والاس (بالإنجليزية: Bob Wallace)‏ هو لاعب كرة قدم أمريكية أمريكي، ولد في 7 أكتوبر 1945 في تيكساركانا في الولايات المتحدة.

## وصلات خارجية
- بوب والاس على موقع مرجع كرة القدم المحترفة.كوم (الإنجليزية)